# Козаченко Георгій Олексійович
Ге́оргій Олексі́йович Козаче́нко (Казаченко) (21 квітня (3 травня) 1858, Полтава — 18 травня 1938 (в інших джерелах — 1939), Ленінград) — український та російський диригент, композитор та педагог, професор — 1926. Заслужений діяч мистецтв РСФСР.

## Життєпис
У 1868—1872 роках здобував музичну освіту в Придворній співацькій капелі — у Гунке та Рибасова; протягом 1886—1883 років навчається в Петербурзькій консерваторії — по класу композиції у Римського-Корсакова, та Юлія Йогансена, фортепіано — у Р. Ф. Аменда й Р. Р. Штейна.
З 1883 до 1924 року працює хормейстером Маріїнського театру, згодом — диригентом хорових товариств.
1898 року виступав в Парижі — диригував концерти російських симфонічних оркестрів.
Протягом 1898—1908 років вів у театрі хоровий клас, навчав співаків оперного хору теорії музики, читанню з листа, тактуванню. Також викладав хоровий спів в низці інститутів Петербурга.
З 1924 року по час смерті викладає як професор у Ленінградській консерваторії та керує хором оперної студії.
Його твори:
- 1892 — опери— «Князь Серебряний» — за О. К. Толстим, лібретто власне, виконане в Маріїнському театрі під його ж керівництвом,
- 1902 — «Пан Сотник» — за поемою Шевченка «Сотник»[1], лібретто власне, виконане в петербурзькому Народному домі,
- «Марфінька» — по комедії В. О. Крилова «Дівочий переполох»,
- кантата «Русалка», романси, симфонія, симфонічні сюїти, увертюра, хори.

Його сценічним творам притаманні численні хори та масові сцени, використовуються мелодії українських та російських народних пісень.
Переклав для фортепіано опери «Снігуронька» Римського-Корсакова та «Корделія» М. Ф. Соловйова.